# 远羽里白
远羽里白（学名：Hicriopteris remota）为里白科里白属下的一个种。